# Zongo (Niamey)
Zongo (auch: Zango) ist ein Stadtviertel (französisch: quartier) im Arrondissement Niamey II der Stadt Niamey in Niger.

## Geographie

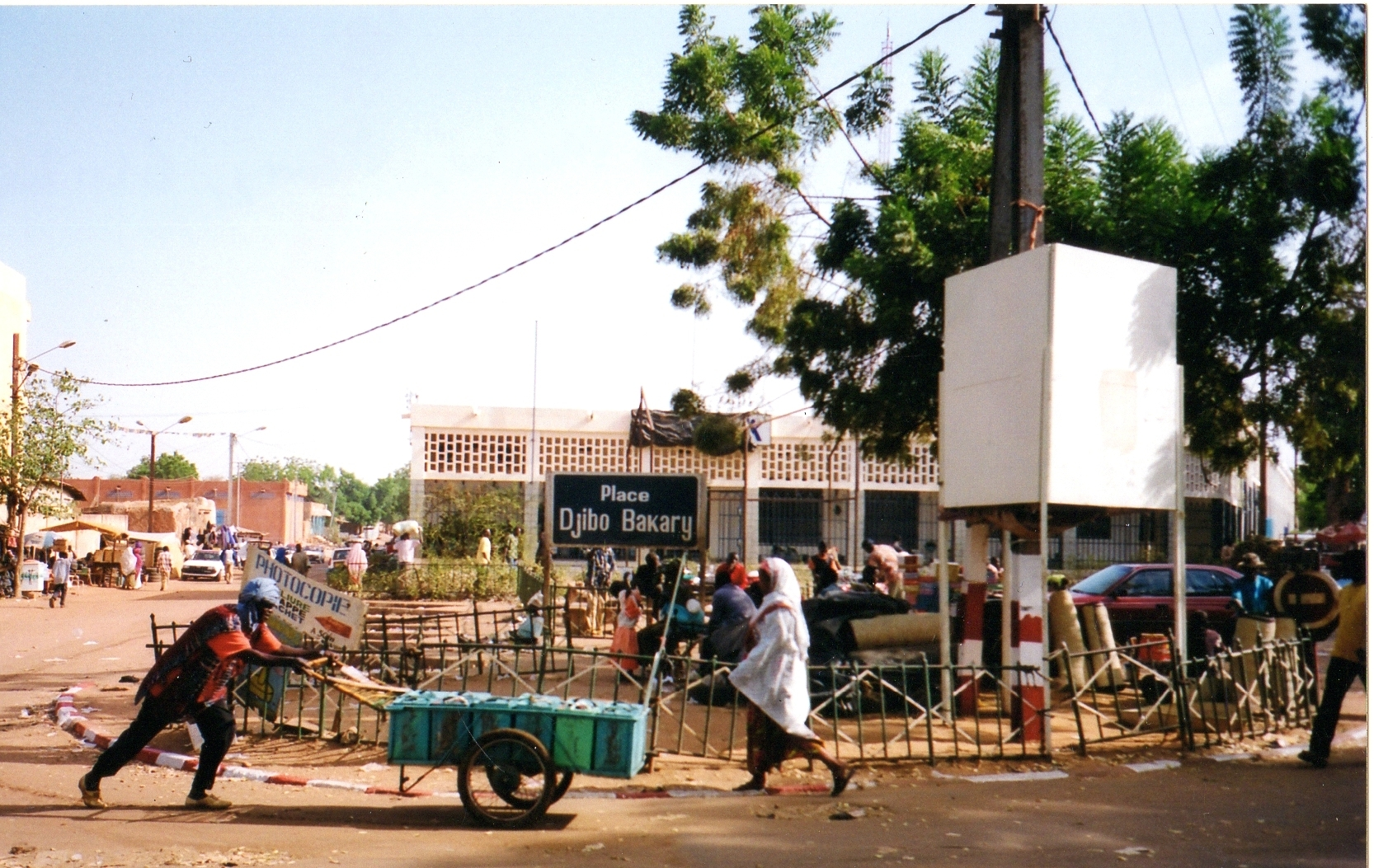
Place Djibo Bakary im Süden von Zongo (2009)

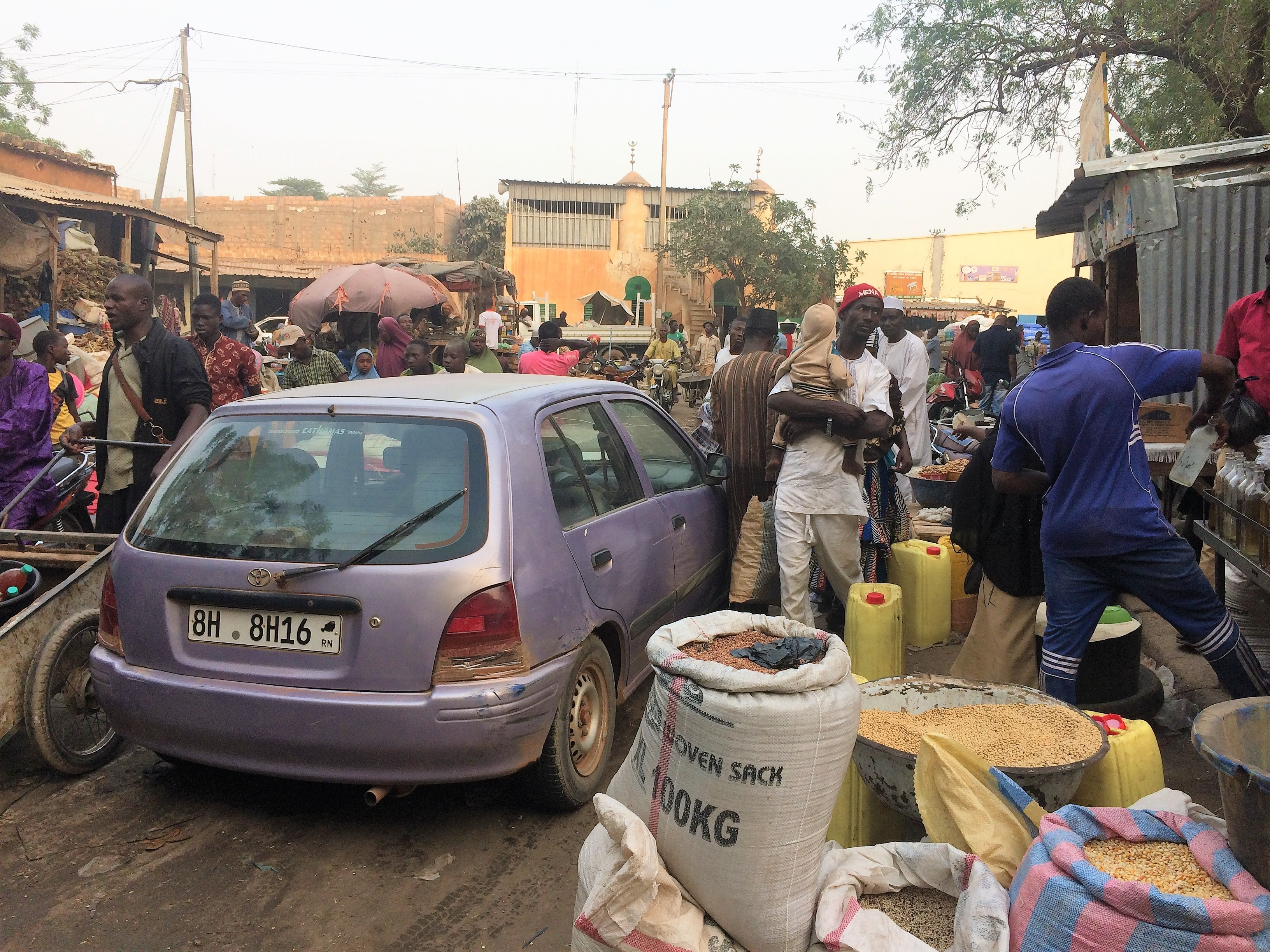
Straßenszene in der Rue NB 26 in Zongo (2018)

Zongo befindet sich im historischen Zentrum von Niamey. Die angrenzenden Stadtteile sind Boukoki III im Norden, Deyzeibon im Osten, Maourey im Südosten, Kombo im Südwesten und Plateau im Westen. Zongo liegt in einem Tafelland mit einer Sandschicht, die abgesehen von einem kleinen Abschnitt im Süden mehr als 2,5 Meter tief ist. Durch den Westen des Stadtviertels verläuft das Trockental Gounti Yéna, das einen Alluvialboden mit einem hohen Grundwasserspiegel aufweist, der keine Einsickerung ermöglicht.
Zongo gehört zum historischen Stadtteil Niamey-Bas („Nieder-Niamey“). Das Standardschema für Straßennamen in Zongo ist Rue NB 1, wobei auf das französische Rue für Straße das Kürzel NB für Niamey-Bas und zuletzt eine Nummer folgt. Dies geht auf ein Projekt zur Straßenbenennung in Niamey aus dem Jahr 2002 zurück, bei dem die Stadt in 44 Zonen mit jeweils eigenen Buchstabenkürzeln eingeteilt wurde.

## Geschichte
Ein Zongo ist in Westafrika ein oft am Ortsrand gelegenes Viertel, das als vorübergehender Wohnsitz für Fremde dient. Das Stadtviertel Zongo in Niamey entstand 1936 in der Nähe des Petit Marché, des damals einzigen Marktes der Stadt. Hier siedelten sich nunmehr dauerhaft Hausa aus Sokoto und ehemalige Bambara-Kämpfer an. Zongo war in den 1930er Jahren neben Gawèye, Kalley, Koira Tagui und Maourey eines der damals erst fünf Stadtviertel von Niamey.
Gut dreißig Taschner aus Zengou, einem für diese Handwerkskunst bekannten Stadtteil von Zinder, ließen sich in den 1970er Jahren in Zongo nieder. Dadurch etablierte sich das Stadtviertel als ein Zentrum der Lederwarenherstellung. In den 1980er Jahren waren Zongo und Maourey vorübergehend verwaltungsmäßig zu einem Stadtviertel fusioniert.
Zongo wandelte sich in den 1980er Jahren zunehmend von einer Wohngegend in ein Handelsviertel.

## Bevölkerung
Bei der Volkszählung 2012 hatte Zongo 2019 Einwohner, die in 406 Haushalten lebten. Bei der Volkszählung 2001 betrug die Einwohnerzahl 4242 in 681 Haushalten und bei der Volkszählung 1988 belief sich die Einwohnerzahl auf 4074 in 764 Haushalten.

## Infrastruktur
In Zongo steht die römisch-katholische Kathedrale Unserer lieben Frau von der immerwährenden Hilfe. Daneben befinden sich eine römisch-katholische Missionsgrundschule für Knaben, gegründet 1949, und eine solche für Mädchen, gegründet 1950. Die öffentliche Grundschule Ecole primaire de Zongo wurde 1966 eingerichtet.